# Шаповал Антон Павлович
Анто́н Па́влович Шапова́л — полковник Збройних сил України, учасник російсько-української війни. Кандидат соціологічних наук.

## З життєпису
В боях був контужений — 2-га ступінь.
Станом на початок вересня 2014-го — заступник командира 12-го батальйону територіальної оборони, котрий після затяжних виснажливих боїв та удару терористами зі «Смерчів» відступив із селища Дмитрівки Луганська.

## Нагороди
21 жовтня 2014 року — за особисту мужність і героїзм, виявлені у захисті державного суверенітету та територіальної цілісності України, вірність військовій присязі під час російсько-української війни, підполковник Антон Шаповал відзначений — нагороджений орденом Данила Галицького.